# Esztergályos Károly
Esztergályos Károly (Budapest, 1941. május 19. –) Balázs Béla-díjas magyar színházi- és filmrendező, forgatókönyvíró, egyetemi tanár, érdemes és kiváló művész. Esztergályos Cecília Kossuth-díjas színésznő bátyja, Esztergályos János lapszerkesztő, nemzetgyűlési képviselő unokája.

## Élete
Esztergályos Károly gyermekorvos és Geréb Borbála fotóművész gyermekeként született.
1960–1965 között a Színház- és Filmművészeti Főiskola hallgatója volt.
1963-ban rendezte első játékfilmjét. 1965–2002 között a Magyar Televízió rendezője volt. 1975–1992 között tanított a Színház- és Filmművészeti Főiskola egyetemi adjunktusaként filmrendezést és filmszínészetet.
Húga Esztergályos Cecília színésznő. Első felesége Venczel Vera, második felesége Deák Krisztina rendező volt, akitől született a lánya, Krisztina (1975), harmadik házastársa Radványi Dorottya, tőle egy fiú, Máté (1987) jött a világra.

## Színházi rendezései
- Molière: Tartuffe (1988)
- Léon–Stein: A víg özvegy (1988)
- Schiller: Don Carlos (2001)
- Thompson: Aranytó (2001)
- Goldman: Az oroszlán télen (2003)
- Racine: Bereniké (2003)
- Heltai Jenő: A tündérlaki lányok (2004)
- Andrzejewski: Sötétség borítja a földet (2004)
- Albee: Nem félünk a farkastól (2005)
- Bergman: Jelenetek egy házasságból (2012)
- Zilahy: Halálos tavasz (2013)

## Filmjei
| - Boldog új évet! (1962) - Találkozás (1962) - Egy csónak visszafordul (1963) - Diniz királynő és Lancelot lovag (1965) - Az asszony beleszól (1965) - Látszat és valóság (1966) - Társasjáték (1967) - A Morrison-ügy (1967) - Temettünk (1968) - Kyra Georgijevna (1968) - Két nap júliusban (1968) - A szájkosár (1969) - Talpig úriasszony (1970) - Vasárnapok (1971) - Rézpillangó (1971) - Diagnózis (1972) - Felhőfejes (1972) - Az ember melegségre vágyik (1972) - Aranyliba (1972) - Portugál királylány (1973) - …és a holtak újra énekelnek (1973) - Orosz asszony (1973) - Összeesküvés (1973) - János király (1975) - Oszlopos Simeon (1975) - Nyina naplója (1977) - Cseresznyéskert (1979) - IV. Henrik király (1980) - Hínár (1981) - A helytartó (1981) - Hamlet (1983) - Caligula helytartója (1984) - Nóra (1986) - Beszélgetések a hóhérral (1988) - István király (1992) | - Paradicsomi játékok (1968) - Krisztina szerelmese (1969) - Egy önérzet története (1969) - Pillangó (1971) - Május 1. New Yorkban (1971) - Bolond és szörnyeteg (1973) - Kaputt (1974) - Meztelenül (1977) - Kísértés (1977) - Operabál 13 (1977) (1981-ben adták le) - Szerelmeitek emléke (1978) - Szerelmem, Elektra (1980) - Tanúkihallgatás (1981) - Az út vége (1982) - A bukás (1986) - Bevégezetlen ragozás (1986) - Hajnali párbeszéd (1986) - A végtelenek a párhuzamosban találkoznak (1986) - Dráma a vadászaton (1987) - Szövegek (1987) - Sárga pipacsok (1989) - Levelek a zárdából (1989) - Kosztolányi Dezső: Édes Anna (1990) - Júdea helytartója (1991) - Boldog ünnepeink (1991) - Hanna (1993) - Fáklya (1993) - Így írtok ti (1994) - Feltámadás Makucskán (1995) - Fekete karácsony (1995) - Nemkívánatos viszonyok (1997) - Ebéd (2004) - Örkény lexikon (2006) - Férfiakt (2006) - Májusi zápor (2008) - Szégyen – Töredék a huszadik századból (2010) |

## Könyv
- Meztelen képernyő. A TV aranykora; fotó Inkey Alice, Kiss Júlia, Kende Tamás; Sirály!, Bp., 2005

## Díjai
- Balázs Béla-díj (1974)
- Cino del Duca-díj – a legjobb fiatal filmrendezőnek (1976)[5]
- Érdemes művész (1981)
- SZOT-díj (1990)
- Kiváló művész (2012)

## Származása
| Esztergályos Károly (Budapest, 1941. máj. 19.) rendező, forgatókönyvíró | Apja: Esztergályos Károly (Budapest, 1909. jún. 21.– Budapest, 1973. júl. 3.) orvos              | Apai nagyapja: Esztergályos János (Dunaföldvár, 1873. dec. 5.– Budapest, 1941. máj. 4.) országgyűlési képviselő, szerkesztő | Apai nagyapai dédapja: Esztergályos Antal       |
| Esztergályos Károly (Budapest, 1941. máj. 19.) rendező, forgatókönyvíró | Apja: Esztergályos Károly (Budapest, 1909. jún. 21.– Budapest, 1973. júl. 3.) orvos              | Apai nagyapja: Esztergályos János (Dunaföldvár, 1873. dec. 5.– Budapest, 1941. máj. 4.) országgyűlési képviselő, szerkesztő | Apai nagyapai dédanyja: Aczél Anna              |
| Esztergályos Károly (Budapest, 1941. máj. 19.) rendező, forgatókönyvíró | Apja: Esztergályos Károly (Budapest, 1909. jún. 21.– Budapest, 1973. júl. 3.) orvos              | Apai nagyanyja: Panyik Cecília (Galánta, 1873. nov. 21.– Budapest, 1937. aug.)                                              | Apai nagyanyai dédapja: Panyik József           |
| Esztergályos Károly (Budapest, 1941. máj. 19.) rendező, forgatókönyvíró | Apja: Esztergályos Károly (Budapest, 1909. jún. 21.– Budapest, 1973. júl. 3.) orvos              | Apai nagyanyja: Panyik Cecília (Galánta, 1873. nov. 21.– Budapest, 1937. aug.)                                              | Apai nagyanyai dédanyja: Safranyik Szabina      |
| Esztergályos Károly (Budapest, 1941. máj. 19.) rendező, forgatókönyvíró | Anyja: Geréb Borbála (1928-ig Goldberger) (Budapest, 1911. szept. 23. – Budapest, 1984. nov. 2.) | Anyai nagyapja: Goldberger Vilmos (1915-től Geréb) (1885. júl. 27. – 1915. nov. 2.) könyvelő                                | Anyai nagyapai dédapja: Goldberger Lajzer Illés |
| Esztergályos Károly (Budapest, 1941. máj. 19.) rendező, forgatókönyvíró | Anyja: Geréb Borbála (1928-ig Goldberger) (Budapest, 1911. szept. 23. – Budapest, 1984. nov. 2.) | Anyai nagyapja: Goldberger Vilmos (1915-től Geréb) (1885. júl. 27. – 1915. nov. 2.) könyvelő                                | Anyai nagyapai dédanyja: Weisz Jozefa           |
| Esztergályos Károly (Budapest, 1941. máj. 19.) rendező, forgatókönyvíró | Anyja: Geréb Borbála (1928-ig Goldberger) (Budapest, 1911. szept. 23. – Budapest, 1984. nov. 2.) | Anyai nagyanyja: Márkus Ilona (Budapest, 1887. ápr. 11. – ?) tanítónő, telefonközpontos                                     | Anyai nagyanyai dédapja: Márkus Zsigmond        |
| Esztergályos Károly (Budapest, 1941. máj. 19.) rendező, forgatókönyvíró | Anyja: Geréb Borbála (1928-ig Goldberger) (Budapest, 1911. szept. 23. – Budapest, 1984. nov. 2.) | Anyai nagyanyja: Márkus Ilona (Budapest, 1887. ápr. 11. – ?) tanítónő, telefonközpontos                                     | Anyai nagyanyai dédanyja: Briller Jozefa        |

## Külső hivatkozások
- Esztergályos Károly a PORT.hu-n (magyarul)
- Esztergályos Károly az Internet Movie Database oldalon (angolul)
- Filmkatalógus.hu
- Televíziós Művészek Társasága
- Színházi adattár. Országos Színháztörténeti Múzeum és Intézet. (Hozzáférés: 2025. március 19.)